# Saint-Ouen-lès-Parey
Saint-Ouen-lès-Parey [sɛ̃t‿wɛ̃ lɛ paʁɛ] ist ein Dorf und eine Gemeinde mit 495 Einwohnern (1. Januar 2022) im französischen Département Vosges in der Region Grand Est (bis 2015 Lothringen). Die Gemeinde gehört zum Arrondissement Neufchâteau und zum Gemeindeverband Terre d’Eau. Die Bewohner werden Odéens genannt.

## Geografie

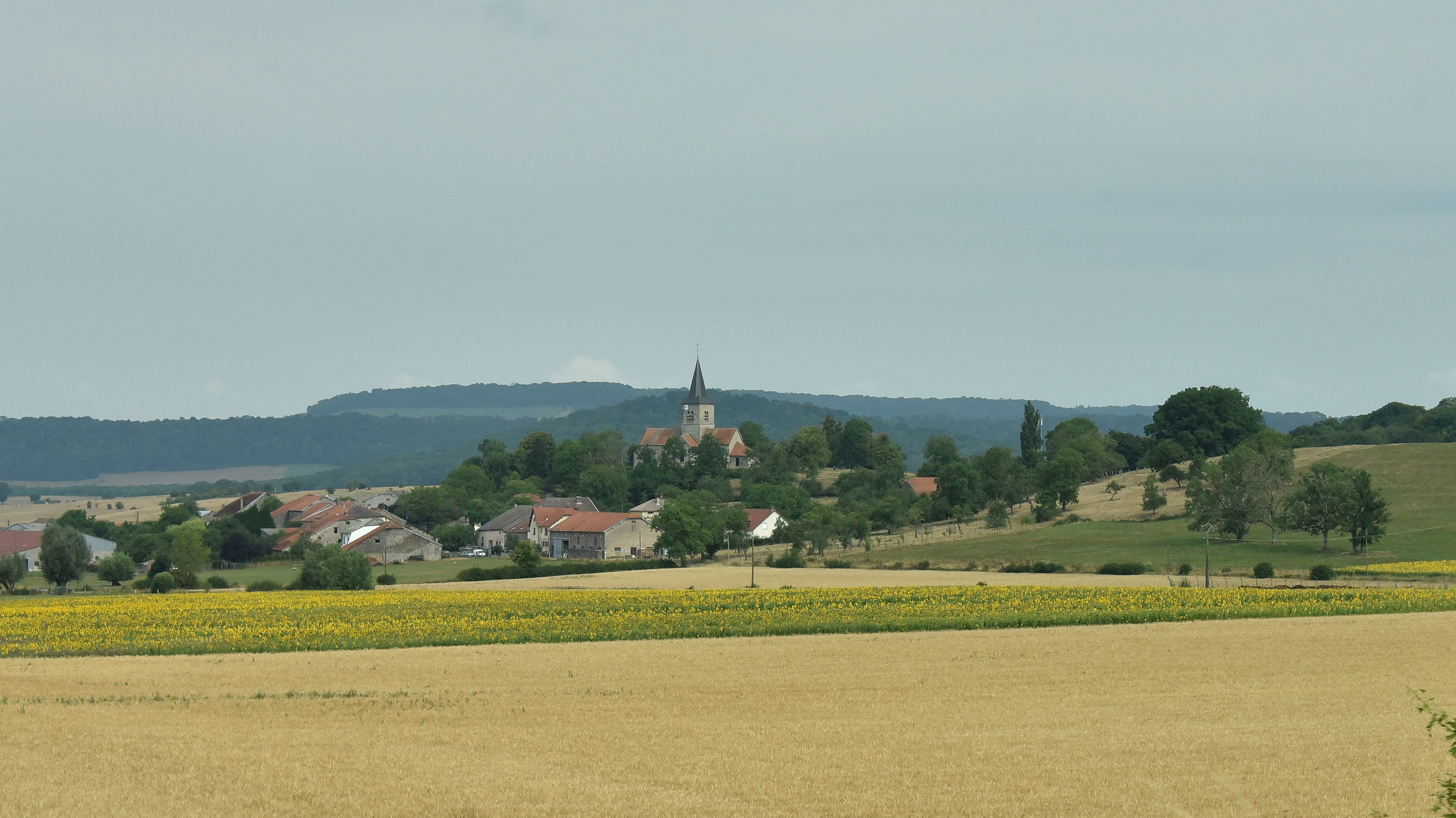
Blick auf den Ortsteil Saint-Ouen mit der Kirche Sainte-Ode-et-Sainte-Trinité

Saint-Oues-lès-Parey liegt etwa 20 Kilometer westlich von Vittel im äußersten Südwesten Lothringens zwischen den Landschaften Bassigny im Südwesten und Xaintois im Nordosten. Von Südosten greifen die Ausläufer der Monts Faucilles noch auf das Gemeindegebiet über (im Bois de la Bouloie wird mit 435 m über dem Meer der höchste Punkt erreicht). Durch die Gemeinde fließt der Anger, ein Zufluss des Mouzon, der zum Einzugsgebiet der Maas gehört. Etwa ein Drittel des 21,09 km² großen Gemeindeareales ist mit Wald bedeckt, der sich im Süden und Osten ausbreitet. Nachbargemeinden von Saint-Ouen-lès-Parey sind Aingeville im Norden, Saulxures-lès-Bulgnéville im Osten, Crainvilliers im Südosten, La Vacheresse-et-la-Rouillie im Süden, Sauville im Südwesten sowie Urville im Nordwesten.

## Geschichte
Die Gemeinde Saint-Ouen-lès-Parey entstand auf königlichen Erlass vom 5. März 1833 aus den bis dahin selbständigen Gemeinden Saint-Ouen und Parey, die zu diesem Zeitpunkt räumlich schon fast zusammengewachsen waren. Frühe Schreibweisen von Saint-Ouen waren Sancta Oda, Saint-Ouïn, Saint-Ouain und Saint-Ouyn. Herren von Saint-Ouen waren in den 200 Jahren vor der Revolution die Familien Espine, Mathey, Châtelet, Torneille, Lavaux, d’Orbilly und Bresson.
Die Pfarrei der Kirche Sainte-Ode-et-Sainte-Trinité in Saint-Ouen wurde schon im 12. Jahrhundert mit der Pfarrei der Kirche Notre-Dame in Parey zusammengeführt.
Die Mairie (Rathaus) wurde im Jahr 1800 erbaut, die Gebäude der Knaben- und der Mädchenschule wurden 1835 errichtet. Viele Dokumente zur Geschichte der Gemeinde wurden bei einem Brand im Rathaus Mitte des 20. Jahrhunderts vernichtet.

### Bevölkerungsentwicklung
| Jahr      | 1962 | 1968 | 1975 | 1982 | 1990 | 1999 | 2006 | 2014 | 2022 |
| --------- | ---- | ---- | ---- | ---- | ---- | ---- | ---- | ---- | ---- |
| Einwohner | 568  | 558  | 553  | 518  | 575  | 539  | 501  | 482  | 495  |

Im Jahr 1836 wurde mit 1233 Bewohnern die bisher höchste Einwohnerzahl ermittelt. Die Zahlen basieren auf den Daten von cassini.ehess und INSEE.

## Sehenswürdigkeiten
- Kirche Sainte-Ode-et-Sainte-Trinité in Saint-Ouen aus dem 12. Jahrhundert (gotisches Langhaus), im 17. Jahrhundert restauriert, Monument historique[4]
- Kirche Notre-Dame in Parey
- Schloss Château de Saint-Ouen aus dem 18. Jahrhundert
- Brunnen
- Wegkreuz aus dem 16. Jahrhundert, Monument historique[5]
- Jardin d’Ode – öffentlich zugänglicher Garten des Prädikats Jardin remarquable

|  |  |  |  |

## Wirtschaft und Infrastruktur
In Saint-Ouen-lès-Parey sind neun Landwirtschaftsbetriebe ansässig (Getreideanbau, Milchwirtschaft, Rinder-, Ziegen- und Schafzucht). Darüber hinaus spielen Dienstleistungen und Handel eine gewisse Rolle.

### Verkehrsanbindung
Durch Saint-Ouen-lès-Parey führen die Departementsstraßen D 17 (von Bulgnéville nach Vrécourt), D 2 und D 22. In Bulgnéville besteht ein Anschluss an die Autobahn A 31 (Dijon-Nancy-Metz-Luxemburg), die am Nordwestrand der Gemeinde verläuft. Die nächste Bahnstation befindet sich im 13 Kilometer entfernten Contrexéville an der Bahnstrecke Merrey–Hymont-Mattaincourt.

## Belege
1. ↑  Saint-Ouen-lès-Parey. (Memento des Originals vom 3. März 2016 im Internet Archive; PDF)  Info: Der Archivlink wurde automatisch eingesetzt und noch nicht geprüft. Bitte prüfe Original- und Archivlink gemäß Anleitung und entferne dann diesen Hinweis. vosges-archives.com (französisch); abgerufen am 30. März 2015
2. ↑  Saint-Ouen-lès-Parey auf cassini.ehess
3. ↑  Saint-Ouen-lès-Parey auf INSEE.fr
4. ↑  Église de la Sainte-Trinité, à Saint-Ouen in der Base Mérimée des französischen Kulturministeriums (französisch)
5. ↑  Croix de chemin in der Base Mérimée des französischen Kulturministeriums (französisch)
6. ↑  Landwirtschaftsbetriebe auf annuaire-mairie.fr (französisch)